# Ellen Taaffe Zwilich
Ellen Taaffe Zwilich (født 30. april 1939 i Miami, Florida, USA) er en amerikansk komponist.
Zwilich er den første amerikanske kvindelige komponist, som har vundet pulitzerprisen i musik.
Hun fik prisen for sin første symfoni (1983).
Hun startede som atonal komponist, men slog over i neoromantisk stil.
Hun har skrevet 5 symfonier, orkesterværker, 1 sinfonietta etc.

## Udvalgte værker
- Symfoni nr. 1 (3 satser for orkester) (1983) - for orkester
- Symfoni nr. 2 (Cello Symfoni) (1985) - for cello og orkester
- Symfoni (1989) - for blæserorkester
- Symfoni nr. 3 (1992) - for orkester
- Symfoni nr. 4 "Haven" (1999) - for kor, børnekor og orkester
- Symfoni nr. 5 (Koncert for orkester) (2008) - for orkester
- "Fejring for Orkester" (overture) (1984) - for orkester
- Klaverkoncert nr. 1 (1986) - for klaver og orkester
- Klaverkoncert nr. 2 "Årtusinde fantasi" (2000) - for klaver og orkester
- Fløjtekoncert nr. 1 (1989) - for fløjte og orkester
- Obokoncert (1990) - for obo og orkester
- Violinkoncert nr. 1 (1997) - for violin og orkester
- Cellokoncert (2020) - for cello og orkester